# Stanislas Blanchard
Pour les articles homonymes, voir Blanchard.
Stanislas Blanchard (1871-1949) est un homme politique canadien.

## Biographie
Stanislas Blanchard est né le 2 décembre 1871 à Rustico, à l'Île-du-Prince-Édouard. Son père est Gracilien Blanchard et sa mère est Lucille Doucet. Il étudie à l'école publique de Rustico puis au Collège Prince of Walles de Charlottetown. Il épouse Lucille Gallant le 9 juillet 1895 et le couple a neuf enfants.
Il est élu député de Restigouche-Madawaska à la Chambre des communes du Canada de 1926 à 1930 en tant que libéral face au candidat sortant, Arthur Culligan.
Il est membre des Chevaliers de Colomb.
Il meurt le 7 décembre 1949.